# 조르조 파소티

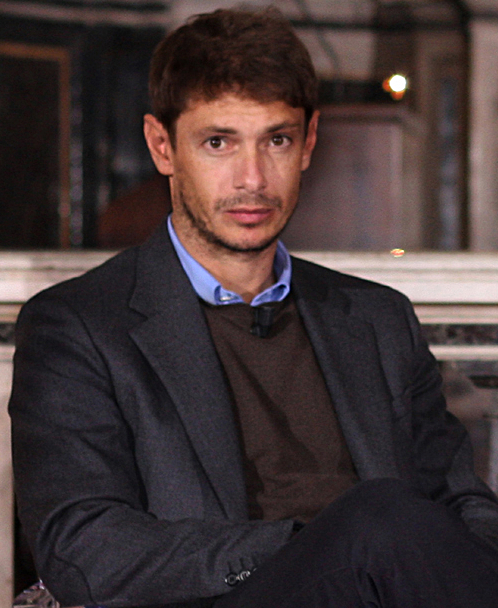

조르조 파소티(Giorgio Pasotti, 1973년 6월 22일 ~ )는 이탈리아의 배우이다.
베르가모에서 태어났다.

## 영화
- 튜리파니, 러브, 아너 앤 어 바이시클 (2017년)
- 미오 파파 (2014년)
- 루포의 다이어리 (2013년) - 루포 역
- 그레이트 뷰티 (2013년) - 스테파노 역
- 키스 미 어게인 (2010년) - 아드리아노 역
- 나의 아버지 (2006년)
- 어떤 사랑 (2006년)
- 애프터 미드나잇 (2004년) - 마르티노 역
- 대디 (2003년)
- 라스트 키스 (2001년) - 아드리아노 역
- 사도 바울 (2000년) - 존 역
- 나에게 유일한 (1999년)
- 리틀 티처스 (1998년)
- 드래곤 퓨리 2 (1996년)
- 소림활보패 (1994년)
- 주윤발의 화기소림 (1994년)